# Dzianis Sidarenka
Dzianis Uladzimiravich Sidarenka (Minsk, 10 de marzo de 1976-Ibidem, 24 de junio de 2024) fue un diplomático bielorruso.

## Biografía
Entre 1996 y 1997, participó en un programa internacional de ciencias políticas y sociales en el Instituto de Estudios Políticos de París y obtuvo un diploma. Terminó sus estudios de relaciones internacionales en la Universidad Estatal de Bielorrusia en Minsk con honores en 1997.
En 2002, fue jefe interino de la Delegación Permanente de la República de Bielorrusia ante la Organización para la Seguridad y la Cooperación en Europa (OSCE) en Viena. Regresó a Bielorrusia en 2005 y asumió la dirección de la sección de la OSCE y el Consejo de Europa en el Ministerio de Asuntos Exteriores.
En 2009, fue como ministro consejero a la Embajada de la República de Bielorrusia en Austria. Al mismo tiempo, asumió el cargo de Representante Permanente interino de Bielorrusia ante organizaciones internacionales con sede en Viena.
En 2013, asumió el cargo de jefa del Departamento de Cooperación Paneuropea del Ministerio de Asuntos Exteriores. El 13 de diciembre de 2016 asumió el cargo de Embajador de Bielorrusia en Alemania. Según Pavel Latushko, Sidarenka defendía puntos de vista proeuropeos.
Fue destituido de su cargo de embajador el 11 de marzo de 2024 por decreto del presidente de Bielorrusia, Alexander Lukashenko.

### Muerte
Falleció el 24 de junio de 2024 a la edad de 48 años, y fue enterrado dos días después. Según informes, se suicidó después de ser interrogado por el Comité de Seguridad del Estado de la República de Bielorrusia (KGB) a su regreso a Bielorrusia. Sin embargo, según la información del portal de Internet de la oposición bielorrusa Zerkalo, había sufrido un fuerte estrés físico durante las pruebas del detector de mentiras del KGB. Los medios de comunicación bielorrusos en el exilio informaron que se suicidó saltando desde un alto edificio en Minsk.
El medio de comunicación bielorruso Nasha Niva citó fuentes anónimas que afirmaron que "[Sidarenka] no evitó los polígrafos ni los interrogatorios", y añadió: "En Minsk se dice que todos los diplomáticos de carrera que regresan de la UE están ahora sujetos a un estrecho escrutinio operativo por parte de los servicios especiales".— es decir, el KGB.
Por su parte, Katherine Brucker, Encargada de Negocios de la Misión de los Estados Unidos, hablando ante el Consejo Permanente de la OSCE, dijo que Sidarenka había muerto "en circunstancias poco claras y muy preocupantes", y afirmó que había "informes" de que "su cuerpo mostraba signos de tortura".
El Ministerio de Asuntos Exteriores de Bielorrusia anunció la muerte del diplomático solo después de su entierro, sin especificar la causa. Los medios occidentales compararon las circunstancias de su muerte al caerse de una ventana con la forma en que murieron algunos críticos de Rusia y Bielorrusia, así como con la igualmente sorprendente muerte de Vladímir Makéi en 2022.

### Vida personal
Estaba casado y era padre de dos hijas. Además de ruso y bielorruso, hablaba inglés, francés y alemán.